# Khaled Gahwji
Khaled Gahwji (Jeddah, 7 de julho de 1975) é um ex-futebolista profissional saudita, que atuava como meia.

## Carreira
Khaled Gahwji se profissionalizou no Al-Ahli.

## Seleção
Khaled Gahwji integrou a Seleção  Saudita de Futebol na Copa das Confederações de 1999.